# Chalcides guentheri
Espèce
Statut de conservation UICN

 VU B1ab(iii) : Vulnérable
Chalcides guentheri est une espèce de sauriens de la famille des Scincidae.

## Répartition
Cette espèce se rencontre dans le Sud du Liban, en Israël, dans le nord-ouest de la Jordanie et dans le sud-ouest de la Syrie.

## Étymologie
Cette espèce est nommée en l'honneur d'Albert Charles Lewis Günther.

## Publication originale
- Boulenger, 1887 : Catalogue of the Lizards in the British Museum (Nat. Hist.) III. Lacertidae, Gerrhosauridae, Scincidae, Anelytropsidae, Dibamidae, Chamaeleontidae. London, p. 1-575 (texte intégral).